# Lake Walyungup
Lake Walyungup är en sjö i Australien. Den ligger i delstaten Western Australia, omkring 44 kilometer söder om delstatshuvudstaden Perth. Arean är 4,1 kvadratkilometer. Den sträcker sig 4,3 kilometer i nord-sydlig riktning, och 1,6 kilometer i öst-västlig riktning.
Trakten runt Lake Walyungup består till största delen av jordbruksmark. Runt Lake Walyungup är det ganska tätbefolkat, med 139 invånare per kvadratkilometer. Genomsnittlig årsnederbörd är 1 018 millimeter. Den regnigaste månaden är maj, med i genomsnitt 176 mm nederbörd, och den torraste är februari, med 9 mm nederbörd.